# Update (SQL)
Update é uma instrução da linguagem SQL que altera os dados de um ou mais registros em uma tabela. Nem todas as linhas precisam ser atualizadas, um subconjunto pode ser escolhido utilizando uma condição.